# Єдиний реєстр адвокатів України
Єдиний реєстр адвокатів України (ЄРАУ) — електронна база даних, яка містить відомості про чисельність і персональний склад адвокатів України, адвокатів іноземних держав, які відповідно до Закону України «Про адвокатуру та адвокатську діяльність» набули права на зайняття адвокатською діяльністю, та про обрані адвокатами організаційні форми адвокатської діяльності.
Єдиний реєстр адвокатів України почав функціонувати з 16 січня 2013 року, регулюється Законом України «Про адвокатуру та адвокатську діяльність» та Порядком ведення Єдиного реєстру адвокатів України, затвердженим рішенням Ради адвокатів України від 17 грудня 2012 року № 26 (із змінами та доповненнями).
До того існував Реєстр адвокатів України, який вівся Вищою Кваліфікаційною комісією адвокатури при Кабінеті Міністрів України.

## Роль Ради адвокатів України
Рада адвокатів України забезпечує ведення ЄРАУ, координує діяльність, здійснює організаційне, методичне, інформаційне забезпечення рад адвокатів регіонів щодо внесення ними відомостей до ЄРАУ та надання витягів з нього. Рада адвокатів України забезпечує технічне і технологічне створення та супроводження програмного забезпечення ЄРАУ, надання реєстраторам доступу до нього, збереження і захист даних, що містить ЄРАУ, надає роз'яснення, проводить навчання щодо наповнення та користування ЄРАУ, а також виконує інші функції.
Рада адвокатів України є органом адвокатського самоврядування, а не державним органом, тому ЄРАУ не є державним реєстром.

## Відомості в ЄРАУ
До Єдиного реєстру адвокатів України вносяться такі відомості:
1. прізвище, ім'я та по батькові адвоката;
2. дані свідоцтва про право на заняття адвокатською діяльністю, або інформація про включення адвоката іноземної держави до ЄРАУ;
3. найменування і місцезнаходження організаційної форми адвокатської діяльності, номери засобів зв'язку;
4. адреса робочого місця адвоката, номери засобів зв'язку;
5. інформація про зупинення або припинення права на заняття адвокатською діяльністю;
6. інші відомості, у тому числі за заявою адвоката.

Зміни до відомостей, що містяться в ЄРАУ, вносяться у разі:
1. зупинення / поновлення / припинення права на заняття адвокатською діяльністю;
2. зміни адреси робочого місця адвоката;
3. зміни прізвища, імені та по батькові адвоката;
4. зміни організаційної форми адвокатської діяльності;
5. внесення відомостей про помічників адвоката.

Внесення відомостей до ЄРАУ здійснюється радами адвокатів регіонів та Радою адвокатів України. Це відбувається за дворівневим принципом: перший рівень внесення відомостей до ЄРАУ забезпечується радами адвокатів регіонів, другий рівень — Радою адвокатів України.

## Технічна сторона
Програмне забезпечення ЄРАУ є власністю Національної асоціації адвокатів України і розробляється підрядними організаціями на її замовлення. НААУ укладає договір на розробку, обслуговування та супровід програмного забезпечення ЄРАУ зі спеціалізованою організацією (підприємством).
Електронна база даних ЄРАУ знаходиться на сервері, визначеному НААУ, та підлягає обов'язковому систематичному резервному копіюванню задля збереження даних від втрати.
ЄРАУ ведеться державною мовою.
Адміністратори бази даних ЄРАУ є двох рівнів:
- адміністратором другого рівня є Рада адвокатів України;
- адміністратори першого рівня є відповідальними особами, що призначаються радами адвокатів регіонів.

Інформація, внесена до ЄРАУ адміністраторами першого рівня, щоденно обробляється адміністратором бази даних ЄРАУ Секретаріату Ради адвокатів України на другому рівні. Останні перевіряють правильність, повноту та точність внесеної інформації. Після затвердження інформації, отриманої від адміністратора першого рівня, вона стає відкритою на офіційному вебсайті Національної асоціації адвокатів України для загального доступу.

## Користування ЄРАУ
Рада адвокатів України і ради адвокатів регіонів за запитами правоохоронних органів, юридичних та фізичних осіб, адвокатів або інших осіб, безоплатно видають витяги з ЄРАУ.
Інформація, що внесена до Єдиного реєстру адвокатів України, є відкритою та доступною в режимі перегляду на офіційному вебсайті НААУ, за винятком випадків, передбачених Порядком.